# Хунсрюкски диалект
Хунсрюкският (на немски: Hunsrückisch) е мозелфранконски диалект на немския език, произлизащ от планинската област Хунсрюк в провинция Рейнланд-Пфалц.
Поради значителната емиграция от областта в миналото днес хунсрюкският диалект се говори и в Бразилия, главно в южната част на страната и в щата Еспириту Санту.